# 新宮郵便局 (福岡県)
新宮郵便局（しんぐうゆうびんきょく）は福岡県糟屋郡新宮町にある郵便局である。民営化前の分類では無集配特定郵便局であった。

## 概要
住所：〒811-0112 福岡県糟屋郡新宮町下府3-19-5
2007年（平成19年）までは、糟屋郡新宮町の区域を所管する集配特定郵便局であった。民営化を前にした集配郵便局の整理統合により同年5月に集配業務を和白郵便局に移管して無集配局となった。

## 沿革
- 1902年（明治35年）11月16日 - 新宮村大字新宮245にて新宮郵便取扱所として開設[2]。
- 1905年（明治38年）4月1日 - 新宮郵便局に改称[2]。
- 1916年（大正5年）11月 - 簡易保険の取扱を開始[2]。
- 1922年（大正11年）4月1日 - 郵便物集配業務を開始[2]。集配郵便局となる。新宮村・立花村・和白村の区域を所管[2]。
- 1922年（大正11年）12月1日 - 電信・電話の取扱を開始[2]。
- 1930年（昭和5年）2月6日 - 電話交換業務を開始[2]。
- 1945年（昭和20年）3月 - 和白村の区域の郵便物集配業務を和白郵便局に移管[2]。
- 1960年（昭和35年）5月15日 - 大字新宮192に局舎を新築し移転[2]。
- 1966年（昭和41年）6月11日 - 自動化により電話交換業務を廃止[2]。

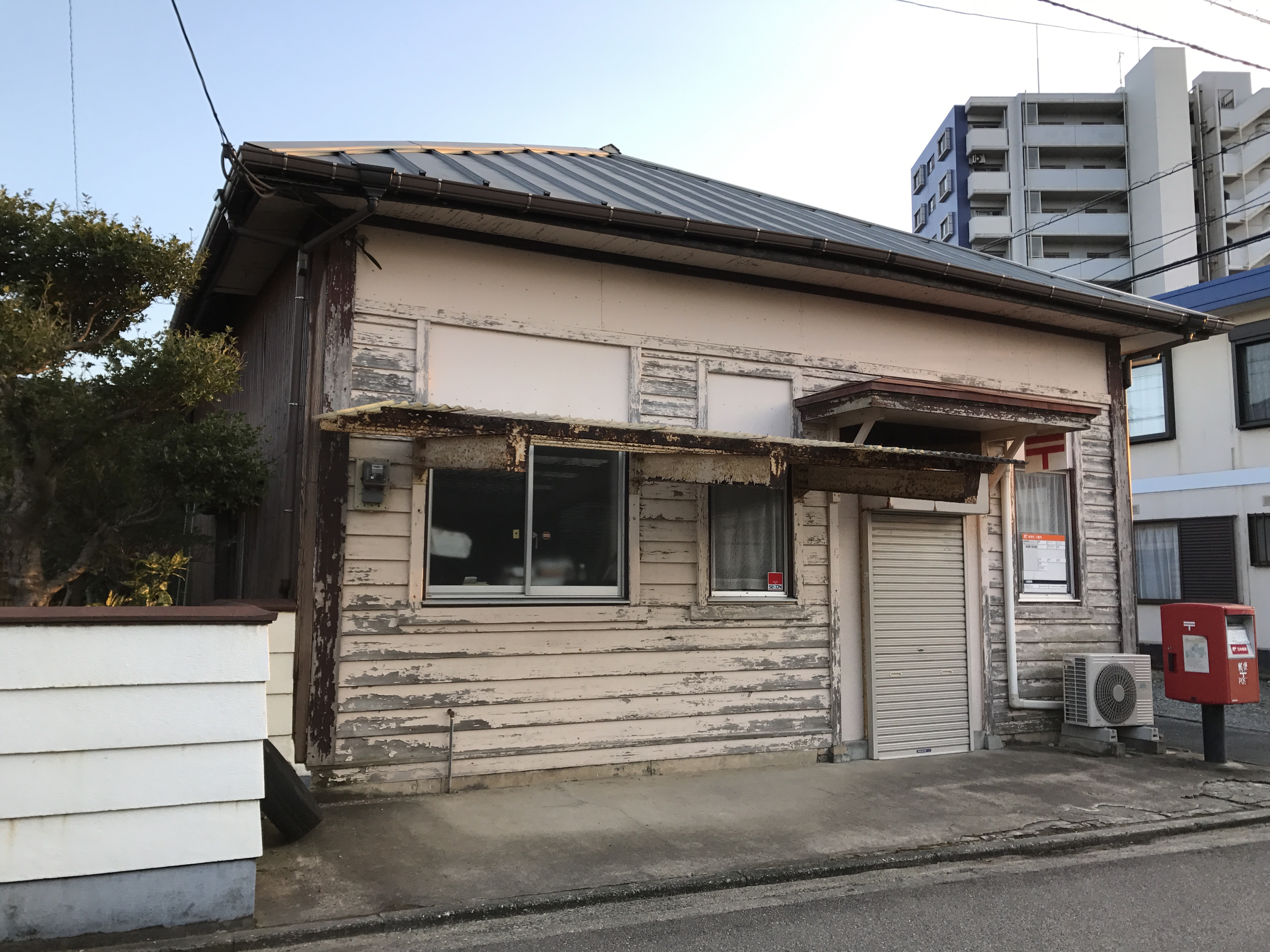
新宮浜簡易郵便局（2017年3月）

- 1986年（昭和61年）11月24日 - 大字下府603の2に局舎を新築し移転[2]。局舎の位置が大きく変わったことから、旧所在地の地域の利便性を補うため、1987年（昭和62年）12月14日付で旧局舎跡に新宮浜簡易郵便局を設置[2]。
- 2002年（平成14年）10月9日 - 粕屋北部消防本部との間で新宮町内での初期消火・救急態勢に関する覚書を締結。配達用バイクに消火器と救急セットを装備し、局員が配達中に発見した火災やけが人に対する応急対応を行うこととなる[3]。
- 2007年（平成19年）5月21日 - 新宮町の区域の郵便物集配業務を和白郵便局に移管し、無集配局となる[1]。
- 2007年（平成19年）10月1日 - 民営化。
- 2012年（平成24年）10月1日 - 日本郵便株式会社発足。

## 取扱内容
集配業務は行わず、窓口業務のみ行う。
- 郵便、印紙、ゆうパック、内容証明
- 貯金、為替、振替、振込、国債
- 生命保険、バイク自賠責保険
- ゆうちょ銀行ATM

## 周辺
- 新宮町立新宮中学校
- 新宮町立新宮東小学校
- 新宮町立新宮小学校
- シーオーレ新宮

## アクセス
- 西鉄バス・新宮町コミュニティバス「マリンクス」 人丸停留所又は下府停留所下車
- 駐車場あり: 25台